# Geschichte von Corpus Christi (Texas)
Die Stadt Corpus Christi ist eine Küstenstadt im Süden von Texas. Bei der Volkszählung 2010 wohnten 305.215 Personen in Corpus Christi. In ihrer Anfangszeit war sie bekannt dafür, eine Schmugglerstadt zu sein, die Konterbande nach Mexiko verkaufte.

## Geschichte

### Old Indian Trading Grounds
An Fronleichnam 1519 erreichte der spanische Seefahrer Alonzo Alvarez de Pineda als erster Europäer die Corpus Christi Bay. Der Name wurde daher zu Ehren des Feiertags gewählt. Um 1828 war der Ort unter dem Namen Old Indian Trading Grounds bekannt. Er gehörte zu Mexiko, als dieses 1821 von Spanien unabhängig wurde. 1829 kamen Händler an die Corpus Christi Bay. Als 1836 Texas von Mexiko unabhängig wurde, fiel Old Indian Trading Grounds an Texas, obwohl sowohl Mexiko als auch Texas Anspruch darauf erhoben hatten.

### Kinney’s Ranch / Kinney’s Trading Post
1839 gründete Colonel Henry Lawrence Kinney den Ort als Kinney’s Ranch oder Kinney’s Trading Post, auf der Stelle des Old Indian Trading Ground, um den mexikanischen Revolutionären Waffen verkaufen zu können. Am 17. Januar 1840 beanspruchte die Republik des Rio Grandes das Land südlich des Nueces River, zu dem auch Kinney’s Trading Post/Kinney’s Ranch gehörte. Dies scheiterte jedoch, da die Republik am 6. November zusammenfiel. Der Besitzanspruch Mexikos blieb bestehen, wobei Texas sich weiterhin durchsetzte. Im Juli 1845 bezogen die Truppen von General Zachary Taylor im Zuge des Mexikanisch-Amerikanischen Kriegs dort Stellung und blieben dort bis März 1846. Nach dem Krieg soll der Bürgermeister ausgerufen haben, dass die Mexikaner die größte Landplage der Welt seien und von der US-Marine vernichtet werden sollten.

### Corpus Christi
1847 wurde Kinney’s Trading Post/Kinney’s Ranch in Corpus Christi umbenannt. Am 9. September 1852 erhielt Corpus Christi die kommunale Selbstverwaltung und Benjamin F. Neal (1852–1855) wurde zum Bürgermeister gewählt. Die Bevölkerung von Corpus Christi erreichte 1860 175 Einwohner (nach dem U.S. Census). Ein Jahr später wurde der Ort Teil der Konföderierten Staaten von Amerika. In der Wahl vom 24. Februar 1861 stimmten in Corpus Christi 87 für und 40 gegen die Sezession der Südstaaten, wodurch das Bezirksergebnis des Nueces County von 164 dafür und 42 dagegen zustande kam. Unter diesen waren viele Menschen aus dem Norden, die mit der Union sympathisierten, sowie etliche Veteranen des Mexikanisch-Amerikanischen Krieges.
Die zweite Augustwoche 1862 sorgte für entscheidende Veränderungen. Kriegsschiffe der Union unter Lt. H. W. Kittredge fuhren vor der Bucht von Corpus Christi, einer Nebenbucht des Golf von Mexiko, auf und zerstörten Teile der Stadt. Daraufhin plünderten die Konföderisten die Wohnungen der Unions-Sympathisanten. Nach dem Zusammenbruch der Konföderation fiel Corpus Christi 1865 wieder den USA zu.
1926 wurde der Hafen von Corpus Christi feierlich eröffnet, die Naval Air Station Corpus Christi wurde 1941 eingerichtet. 1959 folgte die Einweihung der Corpus Christi Harbor Bridge. Die mexikanisch-amerikanische Popsängerin Selena wurde 1995 in Corpus Christi erschossen. Ein Höhepunkt der jüngeren Geschichte war 2003 die Auszeichnung All-American City.

## Hafen von Corpus Christi
Der Tiefwasserhafen von Corpus Christi wurde im Jahr 1926 eröffnet.
Heute ist er der sechstgrößte Hafen der Vereinigten Staaten. Es werden vor allem Öl und landwirtschaftliche Erzeugnisse umgeschlagen. Im Jahr 2005 erreichte der Hafen den 47. Platz auf der Weltrangliste nach Frachttonnen. Damit ist der Hafen für die Wirtschaft von Corpus Christi und der Region von entscheidender Bedeutung.

## Naturkatastrophen
Im Jahr 1916 wurde Corpus Christi von einem Hurrikan der Kategorie 4 getroffen. Die Zerstörungen hielten sich in Grenzen.
Nur drei Jahre später traf der Florida Key Hurricane Corpus Christi und sorgte für massive Zerstörungen. Danach wurde 1925 ein Wellenbrecher gebaut, um beim nächsten Mal zumindest von den durch die Flut angerichteten Zerstörungen nicht so stark getroffen zu werden. Der Hurrikan von 1919 kostete über 778 Menschen das Leben.
1967 traf nach längerer Pause der nächste größere Hurrikan auf Corpus Christi – Beulah. Er erreichte sogar die Stärke 5 auf der Saffir-Simpson-Hurrikan-Windskala. Insgesamt wurden 688 Personen getötet und ein Gesamtschaden von über einer Milliarde Dollar verursacht.
Der nächste größere Hurrikan Celia traf im Jahr 1970 auf die Küste von Texas und verursachte sehr große Schäden, welche vor allem in Corpus Christi und Aransas Pass gravierend waren. Insgesamt kostete der Hurrikan 15 Menschen das Leben und verursachte über 250 Millionen $ Schaden.
Der Tropensturm Amelia von 1978 war die nächste Naturkatastrophe. Im Gegensatz zu den beiden vorhergegangenen Hurrikans Beulah und Celia kostete er jedoch vermutlich keinem Menschen das Leben und sorgte nur für geringen Schaden.
Der bisher letzte große Hurrikan – Bret – traf Corpus Christi im Jahr 1999. Er war der erste von fünf Hurrikans der Kategorie vier in der Saison 1999. Er verursachte einen Schaden von über 100.000 $.